# Leonard Miron
Leonard Miron (născut în Galați,  11 aprilie 1969) este un prezentator de radio și televiziune român angajat la Televiziunea Română. A absolvit Universitatea de Medicină și Farmacie Carol Davila din București înainte de a începe o carieră în mass-media . Vorbește fluent limbile engleză și franceză, precum și germană și spaniolă.
În noiembrie 2012 declara ca este homosexual fiind într-o relație de 10 ani cu un spaniol.